# Braeden Cloutier
Braeden Cloutier (Wichita, 3 ottobre 1974) è un allenatore di calcio ed ex calciatore statunitense di ruolo centrocampista.

## Biografia
Nato e cresciuto a Wichita (Kansas), nel 1992 si trasferisce in Germania entrando nell'accademia dell'Amburgo.

## Carriera
Dopo aver giocato con società minori nelle leghe tedesche, nel 1997 Cloutier passa al MetroStars con cui rimane fino a fine stagione e collezionando 17 presenze. La stagione successiva, passa al San Jose Clash con cui rimane fino al 1998. Successivamente tra il 2000 ed il 2002, gioca prima per il Charleston Battery, con cui realizza due reti in 13 presenze, poi con il N.E. Revolution con cui disputa 24 partite. Chiude la carriera con l'OC Blue Star nel 2006.

### Allenatore
Il 13 dicembre 2017 viene scelto come allenatore dell'OC Blue Star; Il 19 agosto 2021, Cloutier viene esonerato.

## Statistiche
Statistiche aggiornate al 17 novembre 2006.
| Stagione                      | Squadra                       | Campionato                    | Campionato | Campionato | Coppe nazionali | Coppe nazionali | Coppe nazionali | Coppe continentali | Coppe continentali | Coppe continentali | Altre coppe | Altre coppe | Altre coppe | Totale | Totale |
| Stagione                      | Squadra                       | Comp                          | Pres       | Reti       | Comp            | Pres            | Reti            | Comp               | Pres               | Reti               | Comp        | Pres        | Reti        | Pres   | Reti   |
| ----------------------------- | ----------------------------- | ----------------------------- | ---------- | ---------- | --------------- | --------------- | --------------- | ------------------ | ------------------ | ------------------ | ----------- | ----------- | ----------- | ------ | ------ |
| 1997                          | MetroStars                    | MLS                           | 17         | 0          |                 | -               | -               |                    | -                  |                    |             | -           | -           | 17     | 0      |
| 1998                          | San Jose Clash                | MLS                           | 30         | 3          | USOC            | -               | -               |                    | -                  |                    |             | -           | -           | 30     | 3      |
| 1999                          | San Jose Clash                | MLS                           | 26         | 1          | USOC            | -               | -               |                    | -                  |                    |             | -           | -           | 26     | 1      |
| Totale San Jose Clash         | Totale San Jose Clash         | Totale San Jose Clash         | 56         | 4          |                 | -               | -               |                    | -                  | -                  | -           | -           | -           | 56     | 4      |
| 2001                          | N.E. Revolution               | MLS                           | 13         | 0          | USOC            | -               | -               |                    | -                  |                    |             | -           | -           | 13     | 0      |
| 2002                          | N.E. Revolution               | MLS                           | 11+5       | 0          | USOC            | -               | -               |                    | -                  |                    |             | -           | -           | 16     | 0      |
| Totale New England Revolution | Totale New England Revolution | Totale New England Revolution | 97+5       | 4          |                 | -               | -               |                    | -                  | -                  | -           | -           | -           | 112    | 4      |
| Totale carriera               | Totale carriera               | Totale carriera               | 112        | 4          |                 | -               | -               |                    | -                  | -                  | -           | -           | -           | 112    | 4      |